# Alfons Karpiński
Alfons Karpiński (Rozwadów, 20 de fevereiro de 1875 – Cracóvia, 6 de junho de 1961) foi um pintor polonês. Pintava principalmente retratos de mulheres e arranjos florais.